# Geoffrey Kizito
Geoffrey Kizito (ur. 2 lutego 1993 w Kampie) – ugandyjski piłkarz występujący na pozycji pomocnika w Becamex Bình Dương FC z V.League 1.
Geoffrey Kizito większość kariery spędził w klubach z Wietnamu. W 2014 roku z Gor Mahia zdobył mistrzostwo Kenii. W styczniu 2016 roku był na testach w Málaga CF, ale nie został zawodnikiem tej drużyny, ponieważ klub nie zdążył sfinalizować transferu przed zamknięciem okna transferowego.
W reprezentacji Ugandy zadebiutował 8 września 2012 w przegranym 0:1 meczu z Zambią. Selekcjoner Milutin Sredojević powołał go na Puchar Narodów Afryki 2017.